# Avion de lutte anti-guérilla

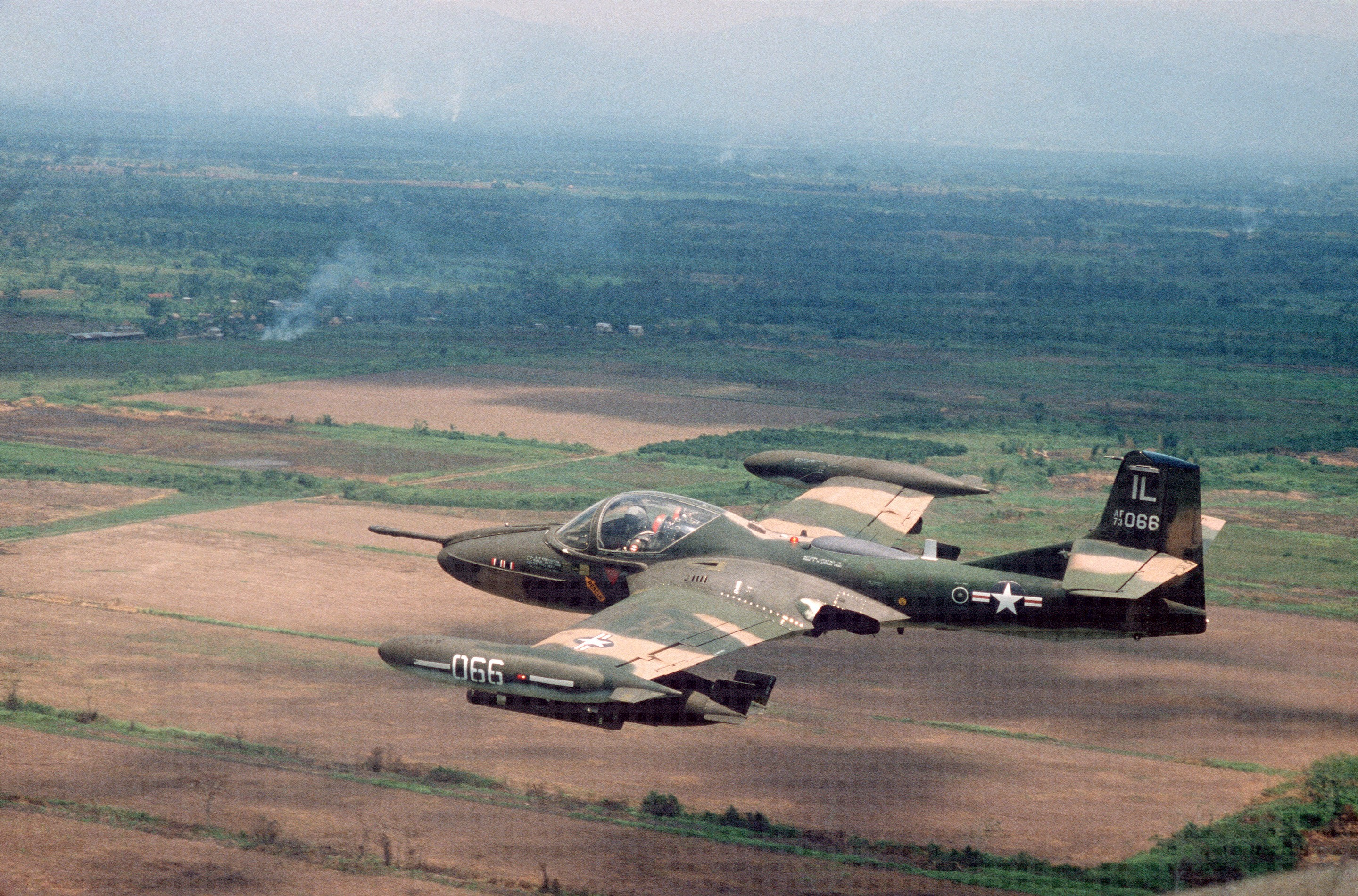
Un OA-37 Dragonfly du escadron de transport de la garde nationale aérienne de l'Illinois.

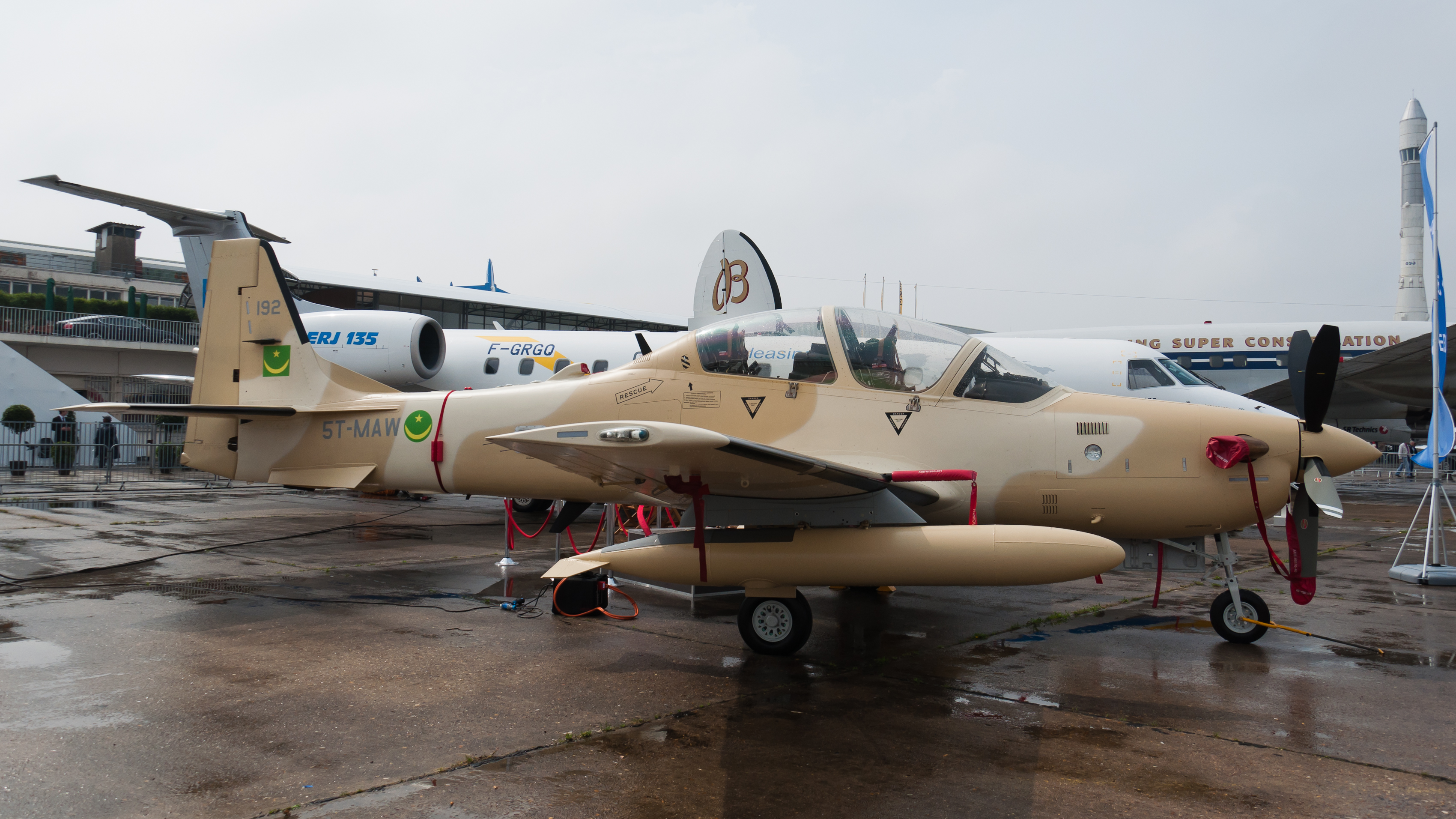
Embraer EMB 314 Super Tucano
des forces armées mauritaniennes, au salon du Bourget de 2013.

Un avion de lutte anti-guérilla, ou avion de lutte anti-insurrectionnelle (en anglais : « Counter-insurgency aircraft », ou « COIN aircraft »), est un type particulier d'avion léger d'attaque au sol, affecté aux missions de lutte anti-guérilla, de reconnaissance, d'escorte aérienne des forces terrestres et d'appui aérien rapproché dans un contexte d'engagements à faible intensité, généralement contre des groupes armés irréguliers équipés d'armes légères, d'artillerie mobile et de lance-roquettes portatifs.

## Rôles
Certaines des missions assurées par les avions de lutte anti-guérilla incluent :
- Transport de soutien des combattants et des civils impliqués dans les combats, incluant les évacuations de blessés (« casualty evacuation », ou CASEVAC) ;
- Espionnage, surveillance et reconnaissance ;
- Guerre psychologique (« psychological operations », ou PSYOPs), à travers le largage de tracts (en), l'utilisation de haut-parleurs et la propagande radio (en) ;
- Attaque aérienne contre des cibles non protégées (aussi désignées « cibles molles (en) »)[1].

Pour qu'un aéronef, à ailes fixes ou voilure tournante, puisse effectuer toutes ces missions, il doit posséder quelques caractéristiques bien particulières, comme une vitesse de patrouille sur zone assez faible, une grande autonomie, une maintenance assez facile et la capacité à effectuer des décollages courts ou verticaux à partir de pistes peu ou pas préparées.

## Histoire
La première utilisation d'avions de lutte anti-insurrectionnelle se produisit au cours des années 1920 et 1930 à l'occasion de certaines guerres coloniales, dans des pays comme l'Éthiopie et l'Irak. Les bénéfices apportés par un avion, même de petite taille, dans les tâches comme la reconnaissance ou le mitraillage de petits groupes d'individus, se montrèrent inestimables. Comme les Britanniques le découvrirent en Irak pendant les années 1920 et lors de certains accrochages à l'intérieur des frontières du Pashtunistan (en), les avions faisaient rapidement disparaître la plupart des avantages dont disposaient les insurgents traditionnels. Ils offraient également un moyen d'infliger des représailles directes et coûteuses sur les communautés qui soutenaient les insurgents.
Vers la fin des années 1950, les opérations aériennes françaises pendant la guerre d'Algérie furent clairement des opérations de nature anti-insurrectionnelles, avec des hélicoptères comme le Vertol H-21 étant utilisés non seulement pour transporter l'infanterie, mais également pour attaquer à la roquette et à la mitrailleuse des positions de la guérilla FLN sur des montagnes et des vallées normalement inaccessibles aux moyens de combat classiques.
Au cours de la guerre du Viêt Nam, les missions anti-guérilla furent effectuées par des appareils existants modifiés à la hâte pour remplir ce rôle, des exemples notables étant les T-28 Trojan et AD-1 Skyraider. Finalement, des avions spécialisés dans ce rôle furent produits.

## Avions de lutte anti-insurrectionnelle
- AHRLAC ( Afrique du Sud)
- American Electric Piranha (en) ( États-Unis)
- BAC Strikemaster ( Royaume-Uni)
- Beechcraft T-6 Texan II ( États-Unis)
- Boeing Skyfox ( États-Unis)
- Britten-Norman Defender ( Royaume-Uni)
- Cavalier Mustang ( États-Unis)
- Cessna A-37 Dragonfly ( États-Unis)
- Cessna O-1 Bird Dog ( États-Unis)
- Cessna O-2 Skymaster ( États-Unis)
- Convair Model 48 Charger (en) ( États-Unis)
- Embraer EMB 312 Tucano ( Brésil)
- Embraer EMB 314 Super Tucano ( Brésil)
- Fairchild AU-23 Peacemaker ( États-Unis)
- Fletcher FD-25 Defender ( États-Unis)
- FMA IA 58 Pucará ( Argentine)
- Grumman OV-1 Mohawk ( États-Unis)
- Helio AU-24 Stallion ( États-Unis)
- North American OV-10 Bronco ( États-Unis)
- Piper PA-48 Enforcer ( États-Unis)
- SIAI Marchetti SF.260 ( Italie)
- Soko J-20 Kraguj (/ Yougoslavie/Serbie)
- TAI Hürkuş ( Turquie)
- Textron AirLand Scorpion (en) ( États-Unis)
- US Aircraft A-67 Dragon (en) ( États-Unis)
- UTVA Kobac (en) ( Serbie)